# Gmina Piekoszów
Die Gmina Piekoszów ist eine Stadt-und-Land-Gemeinde (gmina miejsko-wiejska) im Powiat Kielecki der Woiwodschaft Heiligkreuz in Polen. Ihr Sitz ist die gleichnamige Stadt mit etwa 3200 Einwohnern. Mit der Verleihung der Stadtrechte an Piekoszów zum 1. Januar 2023 wurde die Gemeinde von einer gmina wiejska (Landgemeinde) zu einer gmina miejsko-wiejska.

## Gliederung
Zur Stadt-und-Land-Gemeinde Piekoszów gehören folgende Ortschaften:
Bławatków
Brynica
Dolna Kolonia
Gałęzice
Gniewce
Janów
Jaworznia
Jaworznia Fabryczna
Jeżynów
Julianów
Lesica
Łaziska
Łosienek
Łosień
Łubno
Micigózd
Młynki
Piekoszów
Plebańskie
Podłosienek
Podzamcze
Rykoszyn
Stara Wieś
Szczukowice
Szczukowskie Górki
Wesoła
Wierna Rzeka
Wincentów
Zajączków
Zagórze

## Verkehr
Piekoszów hat einen Bahnhof an der Bahnstrecke Kielce–Fosowskie, weitere Haltestellen gibt es in den Ortschaften Szczukowskie Górki und Rykoszyn.